# Aíto García Reneses
Alejandro García Reneses (Madrid, 20 de desembre de 1946), conegut com a "Aíto" García Reneses o, simplement, "Aíto", és un entrenador de bàsquet espanyol. Actualment és l'entrenador del Bàsquet Girona, al retorn d'un club gironí a l'ACB. És el tècnic més prestigiós del bàsquet espanyol amb, entre d'altres, nou títols de Lliga ACB aconseguits amb el FC Barcelona. Posseeix tots els títols de club del bàsquet europeu excepte l'Eurolliga, malgrat que, amb el FC Barcelona, va arribar a disputar-ne tres vegades la final.

## Trajectòria com a jugador
Abans de ser entrenador va ser jugador de bàsquet. Com a base, va arribar a ser internacional amb la selecció Espanyola Júnior. Estudiant de l'Institut Ramiro de Maeztu, es va iniciar en el bàsquet en aquest col·legi, filial del Club Baloncesto Estudiantes de Madrid, arribant a jugar cinc temporades en el primer equip del conjunt estudiantil. Als 22 anys va fitxar pel FC Barcelona, en el qual va jugar cinc temporades fins a la seva retirada com a jugador en actiu al final de la temporada 1972-1973.
Com a jugador, es va definir a si mateix com mal llançador, lent, intel·ligent a l'hora d'escollir les opcions de joc, fort en les penetracions, bo en les assistències, "una barreja de tot això".
Durant la seva estada a Barcelona, com a jugador, va estudiar fins al tercer curs de dues carreres universitàries (Físiques i Telecomunicacions). Els coneixements adquirits li van permetre concebre el primer model de marcador electrònic de bàsquet, que es va instal·lar en més de trenta pavellons de tot Espanya.

## Trajectòria com a entrenador
Ha desenvolupat la major part de la seva carrera com a entrenador a Catalunya, dirigint el FC Barcelona durant 15 temporades (tretze com a entrenador i dos com a General Manager) i a dos equips de Badalona: el Círcol Catòlic de Badalona (Cotonifici) i, especialment, el Joventut de Badalona, al qual ha dirigit en dues etapes: entre 1983 1985, i des de juliol de 2003 fins al 2008.
L'estiu de 2008 va dirigir la selecció espanyola de bàsquet en els Jocs Olímpics de Pequín i va aconseguir la medalla de plata, al perdre en la final amb la Selecció de bàsquet dels Estats Units per 118 a 107.
Després dels jocs va firmar amb l'Unicaja de Màlaga, club en el qual va estar dues temporades i mitja fins a ser destituït a mitjans de la temporada 2011-12. L'estiu de 2012 va firmar amb el Cajasol de Sevilla per dues temporades. L'estiu de 2014 arriba a un acord amb l'Herbalife Gran Canaria per dues temporades. El juny de 2016 va decidir finalitzar la seva etapa al club canari.
El juny 2017 l'equip alemany Alba Berlin va anunciar la contractació de García Reneses com a entrenador principal per les dues temporades següents.
L'estiu de 2022 signa com a entrenador del Bàsquet Girona, obrint una niva etapa al bàsquet ACB.
Com a entrenador també fou seleccionador juvenil i júnior d'Espanya, i seleccionador europeu en alguns partits amistosos.

### Clubs entrenats
- 1973-1976: Círcol Catòlic de Badalona
- 1976-1983: Cotonifici de Badalona
- 1983-1985: Joventut de Badalona
- FC Barcelona:

- 1985-1990: entrenador.
- 1990-1992: General Manager
- 1992-1993: entrenador, després de 3 jornades disputades decideix intercanviar el càrrec amb Joaquín Costa, amb el qual passa a ser el segon entrenador de l'equip.
- 1993-1997: Entrenador.
- 1997-1998: No entrena.
- 1998-2001: Entrenador.

- 2003-2008: Joventut de Badalona
- 2008- 2011: Club Baloncesto Málaga
- 2012-2014: Club Baloncesto Sevilla
- 2014-2016: Club Baloncesto Gran Canaria
- 2017-2021: Alba Berlin
- 2022- Actualment: Club Bàsquet Girona

## Trajectòria com a seleccionador
- Seleccionador Nacional Absolut d'Espanya: 2008.
- Seleccionador Nacional Juvenil d'Espanya: 1976 -1980.
- Seleccionador Nacional Junior d'Espanya.
- Seleccionador Europeu en diverses ocasions.

## Palmarès
- Competicions internacionals:

- 1 Recopa d'Europa, amb el FC Barcelona: 1985-1986.
- 2 Copa Korac, amb el FC Barcelona: 1986-1987 i 1998-1999.
- 1 FIBA EuroCup, amb el Club Joventut de Badalona: 2005-2006.
- 1 Copa ULEB, amb el Club Joventut de Badalona: 2007-2008.
- Medalla de Plata, amb la Selecció Espanyola als Jocs Olímpics de Pequín 2008.
- Medalla de Bronze, amb la Selecció Espanyola Juvenil en el Campionat d'Europa de Damasc, el 1979.

- Competicions estatals:

- 9 Lliga ACB amb el FC Barcelona: 1986-1987, 1987-1988, 1988-1989, 1989-1990, 1994-1995, 1995-1996, 1996-1997, 1998-1999 i 2000-2001.
- 6 Copa del Rei de bàsquet, amb el FC Barcelona: 1986-1987, 1987-1988, 1993-1994, 2000-2001, 2007-2008 i amb el Club Joventut de Badalona 2008-2009.
- 1 Copa Príncep d'Astúries, amb el FC Barcelona: 1987-1988.
- Subcampió de la Copa d'Europa amb el FC Barcelona en les temporades 1989-1990, 1995-1996 i 1996-1997.
- 1 Lliga alemanya de bàsquet: 2020

## Distincions personals com a entrenador
- Nominat Millor Entrenador de l'Any en les temporades 1975-76, 1989-90 i 2005-06 per l'Associació Espanyola d'Entrenadors de Bàsquet (AEEB).
- Entrenador en l'ACB All Star de Don Benito-86.
- Entrenador en l'ACB All Star de Saragossa-88.
- Entrenador de l'equip ACB en l'ULEB All-Star de València-94.

## Trajectòria com a jugador
- 1963-1968: CB Estudiantes.
- 1968-1973: FC Barcelona.
- Internacional amb la selecció Nacional Júnior.

## Curiositats[calcitació]
- Menja caramels de la marca "Solano" amb sabor de cafè, un bon grapat a cada partit.
- Quan era entrenador de l'AXA FCBarcelona va rebutjar l'actual MVP de l'NBA (Dirk Nowitzki), dient "No necesito un 2,13 que llenci de 3".
- Va sortir a la segona part de la pel·lícula La gran familia.